# Robert Petkovšek
Robert Petkovšek, slovenski duhovnik, lazarist, teolog, filozof, filolog, sociolog kulture, jezikoslovec in pedagog, * 1965, Godovič.
Predava na Teološki fakulteti v Ljubljani. Leta 1990 je diplomiral iz teologije, naslednje leto pa je pridobil še naslov profesorja grščine in sociologije kulture. Leta 2003 je doktoriral iz filozofije s tezo o Heideggerju. Med letoma 2006 in 2010 je bil prodekan Teološke fakultete za študijske zadeve, pri čemer se je posvečal se prenovi študija teologije v skladu z bolonjsko reformo. Leta 2016 je postal dekan fakultete.
Je član Slovenskega filozofskega društva in sekcije Generatio Europaea Evropske akademije znanosti in umetnosti s sedežem v Salzburgu. V francoščini je izdal knjigo »Le statut existential du platonisme«, v nemščini pa »Heidegger-Index«. Hkrati je tudi direktor Katoliškega inštituta.

## Nazivi
- docent (2004)
- asistent (1995, 2001)
- dekan (2016-2020)